# Charles Barkley
Charles Wade Barkley (* 20. Februar 1963 in Leeds, Alabama) ist ein ehemaliger US-amerikanischer Basketballspieler, der von 1984 bis 2000 in der NBA aktiv war.
Der 1,98 Meter große Power Forward wurde 1993 zum Most Valuable Player (MVP) gewählt und zählt zu den besten Basketballspielern der Geschichte. Im Jahr 1996 wurde er von einer Auswahl von ehemaligen Spielern und Trainern in die Liste der 50 besten Spieler aller Zeiten aufgenommen. Eine NBA-Meisterschaft konnte Barkley nie gewinnen, er errang aber mit der als Dream Team bekannten Basketballnationalmannschaft der USA bei den Olympischen Sommerspielen 1992 in Barcelona und 1996 in Atlanta zwei Goldmedaillen. 2006 wurde er in die Naismith Memorial Basketball Hall of Fame aufgenommen.
Nach seiner Karriere als aktiver Basketballspieler hat Barkley eine erfolgreiche Karriere als Sportkommentator bei Turner Network Television begonnen und mehrere Bücher geschrieben.

## Karriere

### College
Barkley ging auf die Leeds High School, die 16 Kilometer außerhalb von Birmingham, Alabama, liegt. Bereits im Alter von 15 Jahren war er 1,78 Meter groß und wog 99,8 Kilogramm. Im Sommer wuchs er noch einmal knapp 18 cm und wurde in das Basketballteam aufgenommen, in dem er im Schnitt 19,1 Punkte und 17,9 Rebounds verzeichnen konnte. Er führte seine Mannschaft bis in das Staats-Halbfinale. In einem Spiel gegen einen der meistrekrutierten Spieler des Landes, Bobby Lee Hurt, erzielte Barkley 26 Punkte und erregte damit die Aufmerksamkeit von Sonny Smith, dem Coach der Auburn University, der ihn daraufhin für die Athletikabteilung der Universität rekrutierte.
Barkley spielte drei Jahre lang Basketball für die Auburn Tigers. Obwohl er Probleme damit hatte, sein Gewicht unter Kontrolle zu halten, konnte er sich als herausragender Spieler behaupten und führte die Southeastern Conference jedes Jahr in der Kategorie Rebounds an. Obwohl Barkley kleiner war als der durchschnittliche Center, wurde er auf dem College auf dieser Position eingesetzt. Er wurde schnell zu einem der populärsten Spieler, da er die Fans mit Dunks und Blocks überraschte, die man ihm wegen seiner Körpergröße und seines leichten Übergewichts nicht zutraute. Es kam nicht selten vor, dass Barkley einen defensiven Rebound holte und anstelle eines Passes die Aktion nach einem Dribbling selbst mit einem Dunk abschloss. Sein Körperbau und seine Fähigkeiten brachten ihm den Spitznamen „The Round Mound of Rebound“ ein.
In seiner dreijährigen College-Karriere erzielte Barkley einen Schnitt von 14,8 Punkten, 9,6 Rebounds, 1,7 Blocks und 1,6 Assists bei einer Trefferquote von 68,2 % aus dem Feld. Er erhielt zahlreiche Auszeichnungen, unter anderem wurde er zum SEC Player of the Year 1984 und drei Mal in das All-SEC Team gewählt. Der Birmingham Post-Herald ernannte Barkley zum SEC Spieler des Jahrzehnts (1980–1989).
Einen College-Abschluss erreichte er nicht.
Seit dem 3. März 2001 wird Barkleys Trikotnummer 34 bei den Auburn Tigers nicht mehr vergeben.

### Philadelphia 76ers (1984–1992)

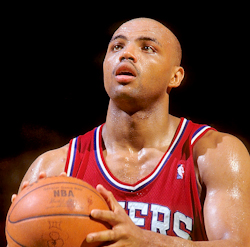
Barkley im Dress der Sixers (1991)

Der 1,98 Meter große Barkley wurde 1984 an fünfter Stelle des NBA-Drafts von den Philadelphia 76ers in die NBA geholt. Die Mannschaft aus Philadelphia war zu dieser Zeit eines der absoluten Spitzenteams der Liga, die 1983 die NBA-Meisterschaft gewinnen konnten und mit dem Center Moses Malone und dem Small Forward Julius Erving zwei ehemalige MVPs unter Vertrag hatten. Zusammen mit Barkley hatten die Sixers eines der besten Trios der Liga. Jedoch verloren sie die Finalserie der Eastern Conference gegen den amtierenden Meister aus Boston mit 4:1. Barkley verzeichnete während der regulären Saison einen Schnitt von 14 Punkten und 8,6 Rebounds und in den Playoffs sogar 14,9 Punkte und 11,1 Rebounds pro Spiel. Am Ende der Saison wurde er in das NBA All-Rookie Team gewählt. In seinem zweiten Jahr konnte Barkley sich während der regulären Saison auf 20 Punkte und 12,8 Rebounds pro Spiel steigern, scheiterte aber mit den 76ers bereits in der zweiten Runde der Playoffs an den Milwaukee Bucks. Nach der Saison wurde Moses Malone von den 76ers an die Washington Bullets abgegeben und somit wurde Barkley zum Anführer der Mannschaft. In seiner dritten Saison, 1986/1987, holte sich Barkley mit 14,6 Rebounds pro Partie die meisten Rebounds von allen Spielern. Zusätzlich schoss sein Punkteschnitt auf 23 Punkte hoch, doch in den Playoffs scheiterte man zum zweiten Jahr in Folge an den Bucks. Nach der Saison gab Julius Erving seinen Rücktritt bekannt und Barkley wurde zum Superstar der 76ers. In der nächsten Saison erzielte Barkley 28,3 Punkte und holte 11,9 Rebounds pro Spiel, aber die 76ers schafften es zum ersten Mal seit der NBA-Saison 1974/1975 nicht in die Playoffs. Die folgende Saison, 1988/1989, schafften sie den Einzug in die Playoffs, mussten sich aber bereits in der ersten Runde den New York Knicks geschlagen geben.
In der NBA-Saison 1989/1990 wurde Barkley Zweiter bei der Wahl zum NBA MVP, direkt hinter Magic Johnson. Er wurde zum dritten Jahr in Folge in das All-NBA First Team und das vierte Jahr in Folge zum NBA All-Star gewählt. Er verhalf den 76ers zu 53 Siegen in der regulären Saison, scheiterte aber bereits in der zweiten Runde der Playoffs an den Chicago Bulls. In der folgenden, seiner siebten, Saison bei den 76ers, verzeichnete Barkley immer noch starke 27,6 Punkte und 10,1 Rebounds pro Partie und bekam bei seinem fünften NBA All-Star Game sogar die NBA All-Star-Game-MVP-Auszeichnung. In den Playoffs mussten sich die 76ers jedoch erneut den Chicago Bulls und ihrem Anführer Michael Jordan geschlagen geben. In seiner letzten Saison bei den 76ers konnte er 23,1 Punkte und 11,1 Rebounds pro Spiel erzielen, doch sein Team schaffte es nicht sich für die Playoffs zu qualifizieren. Er beendete seine Karriere bei den 76ers auf Platz vier der besten Scorer mit 14.184 Punkten und auf Platz drei bei den Rebounds mit 7079.
Bevor Barkley einen neuen Verein gefunden hatte, wurde er für das Original Dream Team von 1992 nominiert. Hier spielte er neben NBA-Legenden wie Michael Jordan, Magic Johnson oder Larry Bird. Für viele Experten war dieses Dream Team das beste Team, das jemals zusammen gespielt hat. Ohne Probleme gewann das Dream Team die Goldmedaille bei den Olympischen Spielen in Barcelona. Sowohl während der Vorbereitung als auch während der Olympischen Spiele war Charles Barkley bester Scorer des Teams.

### Phoenix Suns (1992–1996)
Am 17. Juli 1992 wurde Barkley im Austausch für Jeff Hornacek, Tim Perry und Andrew Lang zu den Phoenix Suns geschickt. Bereits in seiner ersten Saison erzielte Barkley 25,6 Punkte, holte 12,2 Rebounds und verteilte 5,1 Assists pro Partie und führte somit seine neue Mannschaft zu 60 Siegen in der regulären Saison. Er wurde daraufhin zum MVP der regulären Saison gewählt. Trotz 26,6 Punkten und 13,6 Rebounds in den NBA Playoffs von Barkley, scheiterten die Suns in den NBA Finals an Michael Jordan und seinen Chicago Bulls. In der folgenden Saison spekulierte Barkley damit, dass es aufgrund von starken Rückenschmerzen seine letzte sein könnte. Dennoch reichte es in der Saison für 21,6 Punkte und 11,2 Rebounds pro Spiel und die achte Nominierung zum NBA All-Star in Folge. Nach 56 Siegen in der regulären Saison schafften die Suns es bis in die Western Conference Semi-Finals, in denen sie sich nach sieben Spielen den Houston Rockets geschlagen geben mussten.
Barkley entschied sich gegen den Rücktritt als aktiver Spieler und spielte trotz Verletzungsproblemen auch in der nachfolgenden Saison. Die Suns gewannen 59 Spiele in der regulären Saison 1994/1995, verloren jedoch erneut gegen die nun titelverteidigenden Rockets. Die NBA-Saison 1995/1996 sollte die letzte für Barkley bei den Suns werden. Er führte das Team mit seinen 23,3 Punkten und 11,6 Rebounds pro Spiel an und erreichte in dieser Saison als zehnter Spieler in der Geschichte der NBA 20.000 Punkte und 10.000 Rebounds. In den Playoffs mussten sich die Suns jedoch bereits nach vier Spielen gegen die San Antonio Spurs verabschieden.

### Houston Rockets (1996–2000)

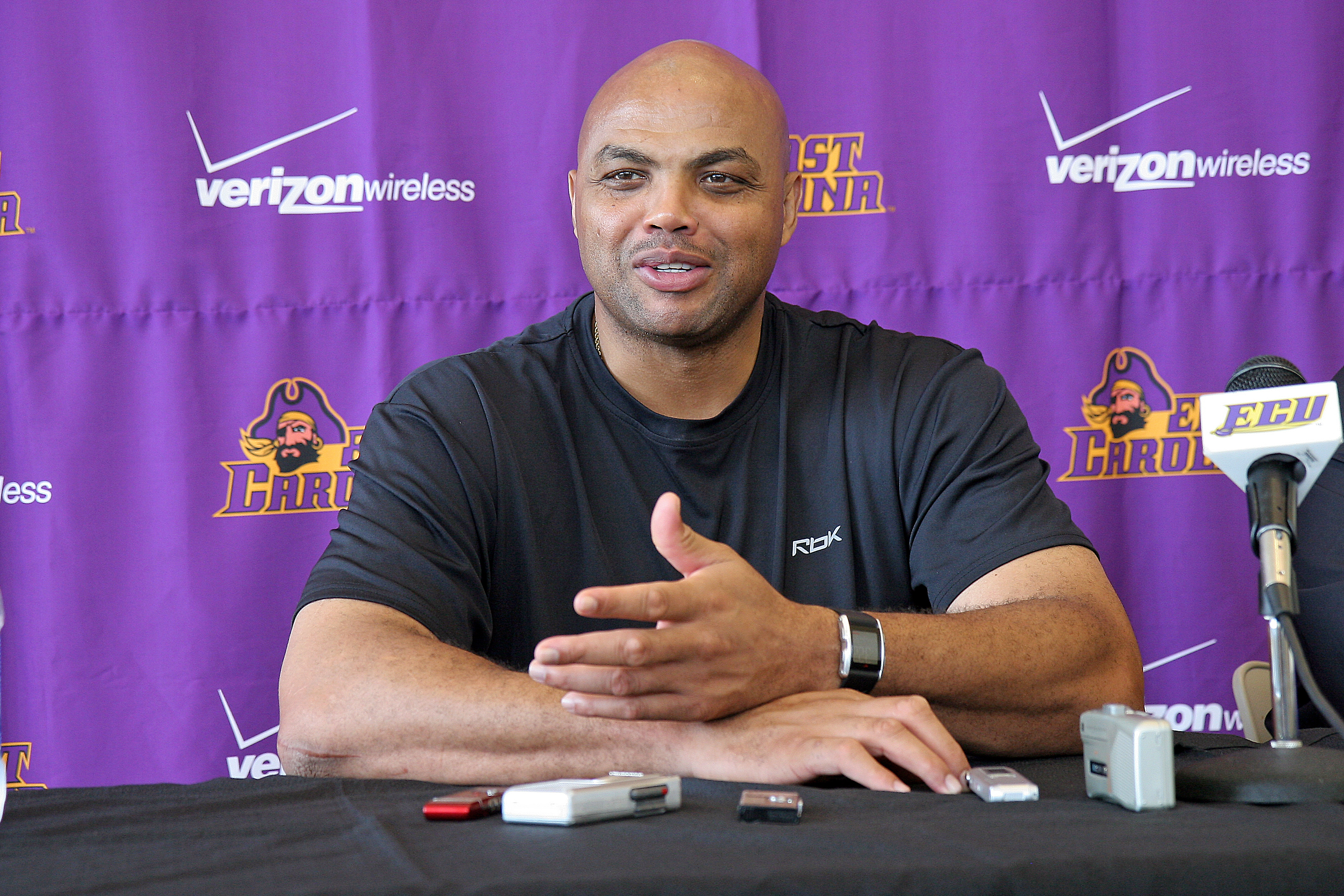
Barkley bei der East Carolina University (2008)

Noch bevor die NBA-Saison 1996/1997 losging, wurde Barkley im Austausch für Sam Cassell, Robert Horry, Mark Bryant und Chucky Brown an die Houston Rockets geschickt. Bei den Rockets hatte Barkley zwei Teamkameraden, die zu den besten in der Geschichte der Liga zählten: Hakeem Olajuwon und Clyde Drexler. Gleich in seinem ersten Spiel konnte Barkley eine neue Karrierebestleistung von 33 Rebounds aufstellen. Verletzungsprobleme hielten ihn bei 53 Spielen, doch die Rockets konnten dennoch 57 Spiele gewinnen. In den Western Conference Finals reichte es jedoch nicht mehr gegen die Utah Jazz.
In der folgenden Saison wurden die Verletzungsprobleme nicht weniger und die Rockets konnten nur noch 41 Siege einfahren. In den Playoffs wurden sie bereits in der ersten Runde, erneut von den Jazz, eliminiert. Die Saison 1998/1999 war durch den Lockout verkürzt, bot Barkley jedoch ausreichend Zeit um der zweite Spieler nach Wilt Chamberlain in der Geschichte der NBA zu werden, der 23.000 Punkte, 12.000 Rebounds und 4000 Assists für sich verbuchen konnte. In den Playoffs konnten die Rockets aber nicht mit den Los Angeles Lakers mithalten und wurden erneut in der ersten Runde eliminiert. In seiner letzten Saison in der NBA schien Barkleys Karriere verfrüht beendet zu werden, als er durch eine Verletzung des linken Quadriceps ausfiel. Da er nicht wollte, dass seine Karriere so endet, kehrte er nach vier Monaten für ein letztes Spiel zurück. Er erzielte am 19. April 2000 seinen letzten Korb in einem Spiel gegen die Vancouver Grizzlies, ließ sich danach sofort auswechseln und trat nach dem Spiel als aktiver Spieler zurück.
Heute ist Charles Barkley als Kommentator und Experte für den amerikanischen Fernsehsender TNT und als Werbeträger und Promoter für T-Mobile USA aktiv.

## Auszeichnungen
Barkley war elfmal All-Star und wurde 1991 mit 17 Punkten, 22 Rebounds und 4 Assists zum MVP des All-Star Games gewählt. Fünf Mal stand er im All-NBA First Team (1988, '89, '90, '91, '93), weitere fünf Mal im All-NBA Second Team (1986, '87, '92, '94, '95) und 1996 im All-NBA Third Team.
In seiner ersten Saison mit den Phoenix Suns 1992/93 wurde er zum wertvollsten Spieler der NBA Regular Saison gewählt.

## Sonstiges
1996 spielte er an der Seite von NBA-Stars Michael Jordan, Patrick Ewing, Larry Johnson, Shawn Bradley und Muggsy Bogues in dem Animationsfilm Space Jam mit.
Nach einer Trunkenheitsfahrt zu Silvester 2008 musste Barkley am 7. März 2009 für drei Tage ins Gefängnis. Die Haftzeit war nach Teilnahme an einem Programm zur Behandlung von Alkoholkranken reduziert worden.
2015 hatte Barkley in der fünften Staffel der US-Fernsehserie Suits einen Gastauftritt. 2017 folgte ein Gastauftritt als er selber in der Sitcom Modern Family.

## NBA-Rekorde
- Barkley ist einer von sechs Spielern (darunter Kareem Abdul-Jabbar, Wilt Chamberlain, Karl Malone, Kevin Garnett und Tim Duncan), denen in ihrer Karriere mehr als 20.000 Punkte, mehr als 10.000 Rebounds und mehr als 4.000 Assists gelangen.
- In drei Spielen der Saison 1988/89 erreichte er eine mindestens 90-prozentige Wurfquote aus dem Feld (bei mindestens 10 Würfen) sowie 10 Rebounds oder mehr. Das ist seitdem keinem Spieler mehr gelungen. (Stand 23. März 2016)
- Am 4. Mai 1994 erzielte er im dritten Spiel der ersten Runde gegen die Golden State Warriors 38 Punkte in der ersten Halbzeit, eine Bestmarke, die heute noch besteht. Die 56 Punkte im gesamten Spiel bedeuten den drittbesten Wert in einem Playoff-Spiel (zusammen mit Michael Jordan und Wilt Chamberlain).
- In den Play-offs erreichte er insgesamt vier Mal ein Triple Double (1986, 1991 und zweimal 1993), nur neun Spielern gelangen mehr. (Stand 2012)
- Als einem von 15 Spielern gelang ihm in einem Finalspiel (am 16. Juni 1993 mit den Phoenix Suns gegen die Chicago Bulls) ein Triple Double (32 Punkte, 12 Rebounds, 10 Assists). (Stand 2012)
- 1992 und 1996 gewann er jeweils als Topscorer Gold bei den Olympischen Spielen.
- Seit 2006 ist er Mitglied der Naismith Memorial Basketball Hall of Fame.

## NBA-Statistiken

### Reguläre Saison
| Saison   | Team         | GP   | GS   | MPG  | FG % | 3P % | FT % | RPG  | APG | SPG | BPG | PPG  |
| -------- | ------------ | ---- | ---- | ---- | ---- | ---- | ---- | ---- | --- | --- | --- | ---- |
| 1984–85  | Philadelphia | 82   | 60   | 28.6 | .545 | .167 | .733 | 8.6  | 1.9 | 1.2 | 1.0 | 14.0 |
| 1985–86  | Philadelphia | 80   | 80   | 36.9 | .572 | .227 | .685 | 12.8 | 3.9 | 2.2 | 1.6 | 20.0 |
| 1986–87  | Philadelphia | 68   | 62   | 40.3 | .594 | .202 | .761 | 14.6 | 4.9 | 1.8 | 1.5 | 23.0 |
| 1987–88  | Philadelphia | 80   | 80   | 39.6 | .587 | .280 | .751 | 11.9 | 3.2 | 1.3 | 1.3 | 28.3 |
| 1988–89  | Philadelphia | 79   | 79   | 39.1 | .579 | .216 | .753 | 12.5 | 4.1 | 1.6 | 0.8 | 25.8 |
| 1989–90  | Philadelphia | 79   | 79   | 39.1 | .600 | .217 | .749 | 11.5 | 3.9 | 1.9 | 0.6 | 25.2 |
| 1990–91  | Philadelphia | 67   | 67   | 37.3 | .570 | .284 | .722 | 10.1 | 4.2 | 1.6 | 0.5 | 27.6 |
| 1991–92  | Philadelphia | 75   | 75   | 38.4 | .552 | .234 | .695 | 11.1 | 4.1 | 1.8 | 0.6 | 23.1 |
| 1992–93  | Phoenix      | 76   | 76   | 37.6 | .520 | .305 | .765 | 12.2 | 5.1 | 1.6 | 1.0 | 25.6 |
| 1993–94  | Phoenix      | 65   | 65   | 35.4 | .495 | .270 | .704 | 11.2 | 4.6 | 1.6 | 0.6 | 21.6 |
| 1994–95  | Phoenix      | 68   | 66   | 35.0 | .486 | .338 | .748 | 11.1 | 4.1 | 1.6 | 0.7 | 23.0 |
| 1995–96  | Phoenix      | 71   | 71   | 37.1 | .500 | .280 | .777 | 11.6 | 3.7 | 1.6 | 0.8 | 23.2 |
| 1996–97  | Houston      | 53   | 53   | 37.9 | .484 | .283 | .694 | 13.5 | 4.7 | 1.3 | 0.5 | 19.2 |
| 1997–98  | Houston      | 68   | 41   | 33.0 | .485 | .214 | .746 | 11.7 | 3.2 | 1.0 | 0.4 | 15.2 |
| 1998–99  | Houston      | 42   | 40   | 36.3 | .478 | .160 | .719 | 12.3 | 4.6 | 1.0 | 0.3 | 16.1 |
| 1999–00  | Houston      | 20   | 18   | 31.0 | .477 | .231 | .645 | 10.5 | 3.2 | 1.0 | 0.2 | 14.5 |
| Gesamt   | Gesamt       | 1073 | 1012 | 36.7 | .541 | .266 | .735 | 11.7 | 3.9 | 0.7 | 0.8 | 22.1 |
| All-Star | All-Star     | 11   | 7    | 23.2 | .495 | .250 | .625 | 6.7  | 1.8 | 1.3 | 0.4 | 12.6 |

### Playoffs
| Saison  | Team         | GP  | GS  | MPG  | FG % | 3P % | FT % | RPG  | APG | SPG | BPG | PPG  |
| ------- | ------------ | --- | --- | ---- | ---- | ---- | ---- | ---- | --- | --- | --- | ---- |
| 1984–85 | Philadelphia | 13  | 2   | 31.4 | .540 | .667 | .635 | 11.1 | 2.0 | 1.8 | 1.2 | 14.9 |
| 1985–86 | Philadelphia | 12  | 12  | 41.4 | .578 | .067 | .695 | 15.8 | 5.6 | 2.3 | 1.3 | 25.0 |
| 1986–87 | Philadelphia | 5   | 5   | 42.0 | .573 | .125 | .800 | 12.6 | 2.4 | 0.8 | 1.6 | 24.6 |
| 1988–89 | Philadelphia | 3   | 3   | 45.0 | .644 | .200 | .710 | 11.7 | 5.3 | 1.7 | 0.7 | 27.0 |
| 1989–90 | Philadelphia | 10  | 10  | 41.9 | .543 | .333 | .602 | 15.5 | 4.3 | 0.8 | 0.7 | 24.7 |
| 1990–91 | Philadelphia | 8   | 8   | 40.8 | .592 | .100 | .653 | 10.5 | 6.0 | 1.9 | 0.4 | 24.9 |
| 1992–93 | Phoenix      | 24  | 24  | 42.8 | .477 | .222 | .771 | 13.6 | 4.3 | 1.6 | 1.0 | 26.6 |
| 1993–94 | Phoenix      | 10  | 10  | 42.5 | .509 | .350 | .764 | 13.0 | 4.8 | 2.5 | 0.9 | 27.6 |
| 1994–95 | Phoenix      | 10  | 10  | 39.0 | .500 | .257 | .733 | 13.4 | 3.2 | 1.3 | 1.1 | 25.7 |
| 1995–96 | Phoenix      | 4   | 4   | 41.0 | .443 | .250 | .787 | 13.5 | 3.8 | 1.0 | 1.0 | 25.5 |
| 1996–97 | Houston      | 16  | 16  | 37.8 | .434 | .289 | .769 | 12.0 | 3.4 | 1.2 | 0.4 | 17.9 |
| 1997–98 | Houston      | 4   | 0   | 21.8 | .522 | .000 | .571 | 5.3  | 1.0 | 1.3 | 0.0 | 9.0  |
| 1998–99 | Houston      | 4   | 4   | 39.3 | .529 | .286 | .667 | 13.8 | 3.8 | 1.5 | 0.5 | 23.5 |
| Gesamt  | Gesamt       | 123 | 108 | 39.4 | .513 | .255 | .717 | 12.9 | 3.9 | 1.6 | 0.9 | 23.0 |